# Annie Servais-Thysen
Pour les articles homonymes, voir Servais (homonymie) et Thysen.
Annie Servais-Thysen, née le 18 juin 1933 à Xhendremael, décédée le 6 avril 2022 à Liège, est une femme politique belge francophone, membre du PRL.
Elle est agricultrice ; diplômée de l'École moyenne supérieure de Commerce et d’Administration ; titulaire d'un diplôme de la Faculté de Philosophie et Lettres de l'Université de Madrid (1963-1964).

## Carrière politique
- conseillère provinciale de la province de Liège (1979-1995)
- conseillère communale d'Ans (1983-2006)
- députée wallonne (1995-2004), au départ comme suppléante de Philippe Monfils